# Georg Olsen
Georg Bruno Meyer Olsen (5. maj 1937, København, død 12. februar 2024) var en dansk atlet, medlem af AIK 95 (-1967) og Københavns IF (1968-). Han deltog i maratonløbet ved OL 1968 i Mexico City hvor han blev nummer 34 i tiden 2:42:24. Han vandt fire danske mesterskaber. Han vandt Eremitageløbet i 1971 og 1976.

## Danske mesterskaber
- 10 000 meter: 1963 og 1965
- Maraton: 1964 og 1967
- Tennis (veteran, indendørs): 2012[3]

## Personlig rekord
- Maraton: 2:21:10 Karl-Marx-Stadt, DDR, 19. maj 1968